# Antun Pavleković
Antun Pavleković, bio je hrvatski nogometaš, pričuvni nogometni reprezentativac.

## Nogometaška karijera

### Klupska karijera
Sa zagrebačkim Građanskim je osvojio prvo prvenstvo Kraljevine SHS koje se odigralo 1923. godine.

### Reprezentativna karijera
Za reprezentaciju nije odigrao nijednu utakmicu, no bio je među pričuvama.
Bio je među pozvanima na OI 1924. u Parizu, a od hrvatskih nogometaša s njim su bili u izabranom sastavu Dragutin Babić, Slavin Cindrić, Artur Dubravčić, Stjepan Bocak, Andrija Kujundžić, Dragutin Friedrich, Alfons Pažur, Adolf Percl, Dragutin Vragović, Dragutin Vrđuka, Branko Zinaja, Emil Perška, Eugen Dasović, Emil Plazzeriano, Janko Rodin, Marijan Marjanović, Rudolf Rupec, Stjepan Vrbančić i Vladimir Vinek.
Igrao za reprezentaciju Zagrebačkog nogometnog podsaveza s kojom je osvojio Kup kralja Aleksandra 1925. godine